# Убоче (Нижньосілезьке воєводство)
Убоче (пол. Ubocze) — село в Польщі, у гміні Грифув-Шльонський Львувецького повіту Нижньосілезького воєводства.
Населення — 1265 осіб (2011).
У 1975-1998 роках село належало до Єленьоґурського воєводства.

## Демографія
Демографічна структура станом на 31 березня 2011 року:
|          | Загалом | Допрацездатний вік | Працездатний вік | Постпрацездатний вік |
| -------- | ------- | ------------------ | ---------------- | -------------------- |
| Чоловіки | 605     | 116                | 437              | 52                   |
| Жінки    | 660     | 120                | 386              | 154                  |
| Разом    | 1265    | 236                | 823              | 206                  |